# Neorhicnoda maronensis
Neorhicnoda maronensis är en kackerlacksart som först beskrevs av Morgan Hebard 1921.  Neorhicnoda maronensis ingår i släktet Neorhicnoda och familjen jättekackerlackor. Inga underarter finns listade i Catalogue of Life.